# Tituly a vyznamenání Nursultana Nazarbajeva

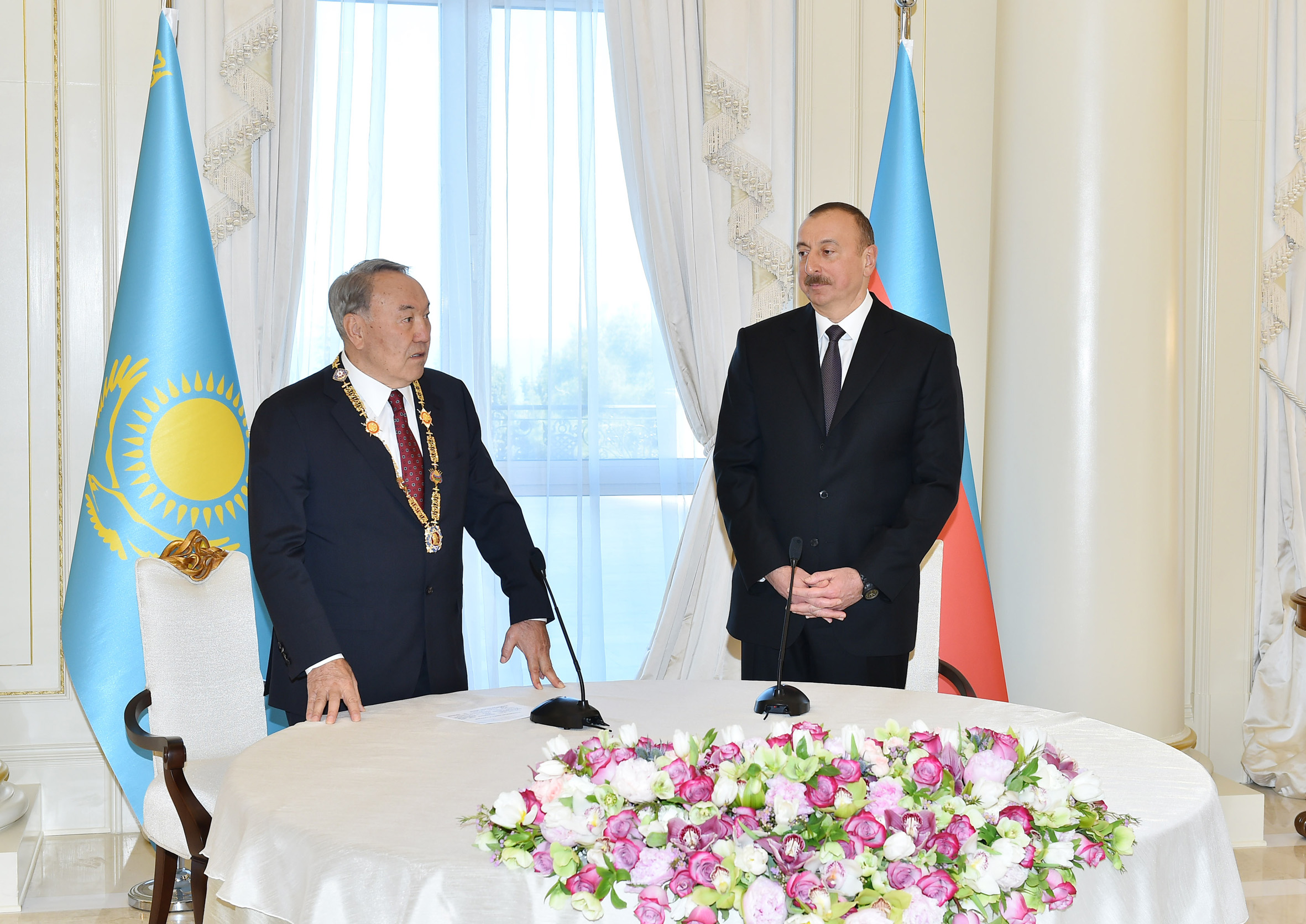
Nazarbajev vyznamenaný Řádem Hejdara Alijeva

Nursulan Nazarbajev, první prezident Kazachstánu, získal řadu vyznamenání, titulů a ocenění.

## Tituly
Dne 12. května 2010 zástupci dolní komory parlamentu Kazachstánu jednomyslně přijali pozměňovací návrhy k balíčku zákonů, kterým udělili prezidentu Nazarbajevovi status vůdce národa. Dne 13. května 2010 návrh schválil i senát Kazachstánu. 3. června 2010 Nazarbajev sice odmítl zákon podepsat, avšak nevetoval jej. Podle kazachstánské legislativy zákon, který není po dobu 30 dní prezidentem podepsán, ale ani vetován, nabývá platnosti. Dne 14. června 2010 tak byl Nursulan Nazarbajev prohlášen vůdcem národa.

## Vyznamenání

### Kazašská vyznamenání

#### Tituly
- Hrdina Kazachstánu – 20. března 2019 – udělil prezident Kasym-Žomart Kemeluly Tokajev za svůj historický přínos pro vytvoření nezávislého Kazachstánu, za sociální a humanitární rozvoj země a za upevnění kazašské společnosti[6]

#### Řády
- Řád zlatého orla – 1996[7]

#### Medaile
- Medaile Astana
- Pamětní medaile 10. výročí nezávislosti Kazachstánské republiky
- Pamětní medaile 10. výročí ozbrojených sil Kazachstánu
- Pamětní medaile 10. výročí ústavy Kazachstánské republiky
- Pamětní medaile 100. výročí kazašské železnice
- Pamětní medaile 10. výročí parlamentu Kazachstánu
- Medaile 50. výročí celiny
- Jubilejní medaile 60. výročí vítězství ve Velké vlastenecké válce 1941–1945
- Pamětní medaile 10. výročí hlavního města Astany
- Pamětní medaile 20. výročí nezávislosti Kazachstánské republiky
- Pamětní medaile 20. výročí ozbrojených sil Kazachstánu
- Pamětní medaile 20. výročí lidového shromáždění Kazachstánu[8]
- Pamětní medaile 20. výročí ústavy Kazachstánské republiky
- Pamětní medaile 25. výročí nezávislosti Kazachstánské republiky
- Pamětní medaile 25. výročí Výboru pro národní bezpečnost
- Pamětní medaile 20. výročí hlavního města Astany[9]

### Sovětská vyznamenání
- Medaile 100. výročí narození Vladimira Iljiče Lenina – 1970
- Řád rudého praporu práce – 1972
- Řád Odznak cti – 1972
- Medaile Za rozvoj celiny
- Jubilejní medaile 70. výročí ozbrojených sil SSSR

### Zahraniční vyznamenání
- Afghánská islámská republika:
  -  Státní řád gaziho emíra Amanulláha Chána – 9. července 2015[10]
- Ázerbájdžán
  -  Řád Hejdara Alijeva – 3. dubna 2017 – udělil prezident Ilham Alijev za zvláštní zásluhy při rozvoji přátelských vztahů a spolupráce mezi Kazachstánem a Ázerbájdžánem[11][12]
- Belgie
  -  velkokříž Řádu Leopoldova – 5. prosince 2006
- Bělorusko
  -  Řád přátelství mezi národy – 19. června 2015 – udělil prezident Alexandr Lukašenko za významný osobní přínos k rozvoji přátelských vztahů a strategické spolupráce mezi Běloruskem a Kazachstánem[13]
- Čečensko
  - Řád Achmata Kadyrova – 4. července 2007
- Čína
  - Řád přátelství – 28. dubna 2019[14]
- Egypt
  -  velkostuha Řádu Nilu – 17. května 2008
- Estonsko
  -  Řád kříže země Panny Marie I. třídy s řetězem – 18. dubna 2011[15]
- Finsko
  -  velkokříž s řetězem Řádu bílé růže – 24. března 2009[16]
  -  komtur velkokříže Řádu finského lva
- Francie
  -  velkokříž Řádu čestné legie – 11. června 2008
- Chorvatsko
  -  Velký řád krále Tomislava – 24. srpna 2001 – udělil prezident Stjepan Mesić za výjimečný přínos k rozvoji přátelství a vzájemné spolupráce mezi Chorvatskem a Kazachstánem[17]
- Itálie
  -  velkokříž s řetězem Řádu zásluh o Italskou republiku – 4. května 1997[18]
- Japonsko
  -  velkokříž Řádu chryzantémy – 19. června 2008[19]
- Jižní Korea
  -  Velký řád Mugunghwa – 13. května 2009
- Katar
  - Řetěz nezávislosti – 11. března 2007
- Kyrgyzstán
  - Zlatý řád na počest 1000. výročí Manasu – udělil prezident Askar Akajev za aktivní účast na oslavách věnovaných tisíciletí epopeje Manas a vynikající přínos k posílení přátelství a spolupráce mezi Kyrgyzstánem a Kazachstánem[20]
  -  Manasův řád I. třídy – 2. července 2015 – udělil prezident Almazbek Atambajev za významný přínos k posílení přátelství a dobrého sousedství mezi oběma zeměmi[21]
- Litva
  -  velkokříž Řádu Vitolda Velikého – 5. května 2000 – za osobní přínos k rozvoji bilaterálních vztahů mezi Litvou a Kazachstánem[22]
- Lotyšsko
  -  velkokříž s řetězem Řádu tří hvězd – 1. října 2008 – udělil prezident Valdis Zatlers[23]
- Lucembursko
  -  velkokříž Řádu dubové koruny – 27. června 2008[24]
- Maďarsko
  -  velkokříž s řetězem Záslužného řádu Maďarské republiky – 23. listopadu 2007[25]
- Monako
  -  velkokříž Řádu svatého Karla – 27. září 2013 – udělil kníže Albert II. Monacký[26]
- Mongolsko
  - Řád drahocenné hůlky – 6. srpna 2008
- Polsko
  -  Řád bílé orlice – 24. května 2002 – udělil prezident Aleksander Kwaśniewski za zvláštní přínos při rozvoji spolupráce mezi Polskem a Kazachstánem[27]
- Rakousko
  -  velkohvězda Čestného odznaku Za zásluhy o Rakouskou republiku – 2000 – za výjimečný přínos k posílení přátelských vztahů mezi Rakouskem a Kazachstánem v hospodářské, kulturní a politické oblasti[28]
- Rumunsko
  -  velkokříž s řetězem Řádu rumunské hvězdy – 11. listopadu 1999 – za uznání přínosu k rozvoji porozumění, míru a spolupráce mezi Rumunskem a Kazachstánem[29]
- Rusko
  -  Řád svatého Ondřeje – 12. října 1998 – udělil prezident Boris Jelcin za velký osobní přínos k posílení přátelství a spolupráce mezi Ruskem a Kazachstánem[30]
  -  Řád Alexandra Něvského – 8. června 2015 – udělil prezident Vladimir Putin za velký přínos k rozvoji mnohostranné rusko-kazašské spolupráce a za aktivní přínos k podpoře bilaterální spolupráce v procesech evropské integrace[31]
  -  Pamětní medaile 1000. výročí Kazaně
  -  Pamětní medaile 300. výročí Petrohradu
  -  Pamětní medaile 850. výročí Moskvy
- Řecko
  -  velkokříž Řádu Spasitele – 16. července 2001
- Slovensko
  -  Řád bílého dvojkříže I. třídy – 21. listopadu 2007 – udělil prezident Ivan Gašparovič[32][33]
- Slovinsko
  -  Řád svobody Slovinské republiky ve zlatě – 16. května 2002 – za zásluhy při posilování přátelských vztahů mezi Slovinskem a Kazachstánem[34]
- Spojené arabské emiráty
  -  Řád Zajda – 16. března 2009
- Spojené království
  -  čestný rytíř velkokříže Řádu svatého Michala a svatého Jiří – 15. listopadu 2000 – za jaderné odzbrojení[35]
- Srbsko
  -  Řád Srbské republiky II. třídy – 25. února 2013 – udělil prezident Tomislav Nikolić za zásluhy o rozvoj a posílení mírové spolupráce a přátelských vztahů mezi Srbskem a Kazachstánem[36]
  -  Řád Srbské republiky I. třídy – 9. října 2018[37]Erb Nursultana Nazarbajeva jakožto rytíře řetězu Řádu Isabely Katolické

Erb Nursultana Nazarbajeva jakožto rytíře řetězu Řádu Isabely Katolické

- Španělsko
  -  velkokříž s řetězem Řádu Isabely Katolické – 23. června 2017 – udělil král Filip VI. Španělský[38]
- Tádžikistán
  -  Řád Ismáíla Samáního – 6. července 2000 – za velký přínos k prohloubení tradičních bratrských vztahů mezi Tádžikistánem a Kazachstánem, přátelství a oboustranně prospěšnou spolupráci, za důležitý příspěvek k míru v Tádžikistánu, ale také za neúnavné úsilí o sbližování lidí
- Tatarstán
  -  Řád za zásluhy o Tatarskou republiku – 12. června 2017[39]
- Turecko
  -  Řád Turecké republiky – 22. října 2009 – udělil prezident Abdullah Gül[40]
- Ukrajina
  -  Řád svobody – 2. července 2010 – udělil prezident Viktor Janukovyč za důležitý přínos k rozvoji vztahů mezi Ukrajinou a Kazachstánem[41]
  -  Řád knížete Jaroslava Moudrého I. třídy – 13. října 1997 – udělil prezident Leonid Kučma za velký osobní přínos k posílení přátelství a spolupráce mezi Ukrajinou a Kazachstánem[42]
- Uzbekistán
  -  Řád za vynikající zásluhy – 31. října 1998 – za přínos k rozvoji přátelských vztahů a vzájemně prospěšné spolupráce mezi Uzbekistánem a Kazachstánem a za prohloubení dalších historických uzbecko-kazašských kulturních, duchovních a hospodářských vztahů, které posilují tradiční pouta dobrého sousedství mezi těmito dvěma národy
  -  Řád „Úcta k zemi“ – Uzbekistán, 15. září 2017 – za skvělé zásluhy o prohlubování a rozšiřování tradičních přátelských vztahů a strategického partnerství mezi oběma zeměmi a za posilování mezinárodní spolupráce za mír a pokrok[43]
- Vatikán
  -  velkokříž s řetězem Řádu Pia IX. – 11. října 2001 – za dovednosti a talent ve vládě a vděčnost za vřelé přivítání Jeho Svatosti v Astaně

## Akademické tituly
- doktor ekonomie – v roce 1992 obhájil doktorskou disertační práci na Ruské akademii managementu v Moskvě na téma Strategie úspor zdrojů v podmínkách vzniku a rozvoje tržních vztahů
- zahraniční člen Akademie věd Běloruska – 1996
- čestný profesor Lomonosovovy univerzity v Moskvě – 14. května 1996
- čestný doktor Pekingské univerzity – 24. prosince 2002
- čestný titul z aplikované technologie na Technologickém institutu v Jižní Albertě – 26. června 2003
- čestný doktor Korejské univerzity – 23. dubna 2010Ulice Nursultana Nazarbajeva v Kazani

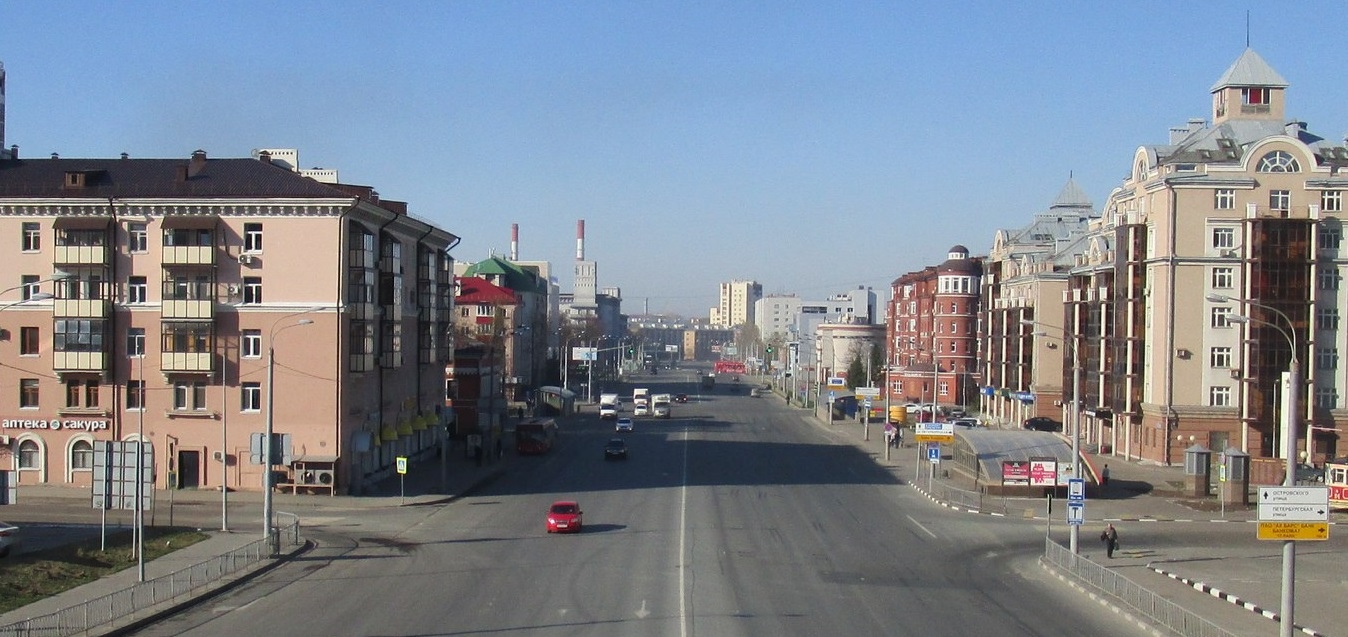
Ulice Nursultana Nazarbajeva v Kazani

## Místa spojená s Nazarbajevem
Při příležitosti 70. narozenin dne 26. června 2010 byl v Ankaře postaven jeho bronzový pomník V hlavním městě Jordánska Ammánu po něm byla pojmenována ulice. V městě Almaty byl v roce 2011 odhalen monument Kazachstán, jehož ústředním prvkem je bronzová socha Nazarbajeva.
V letech 2019–2022 se hlavní město Kazachstánu Astana jmenovalo na jeho počest Nur-Sultan.